# 秃鼻乌鸦
秃鼻乌鸦（学名：Corvus frugilegus）又名秃鼻鸦、老鸦、老鸹、山鸟、山老公、风鸦，通称乌鸦。是鸦科鸦属的一种。

## 生态环境
秃鼻乌鸦常栖息于平原丘陵低山地形的耕作区，有时会接近人群密集的居住区。本物种喜结群活动，尤其到了冬季常常结成庞大的集团多者可达数千乃至上万。

## 分布地域
大嘴乌鸦为古北界广布种，见于欧洲大部、非洲北部、西亚、中东、阿富汗、缅甸东北部和印度北部、尼泊尔等地，朝鲜、日本、台灣；在中国，本物种主要分布于东部地区，可见于东北、华北、内蒙古中东部、甘肃、青海、四川，和东南沿海一线，本物种在中国东部分布的最西限可达四川盆地地区，分布南限可达海南岛，此外在中国新疆西部的喀什、伊宁一线也有本物种的指名亚种分布。

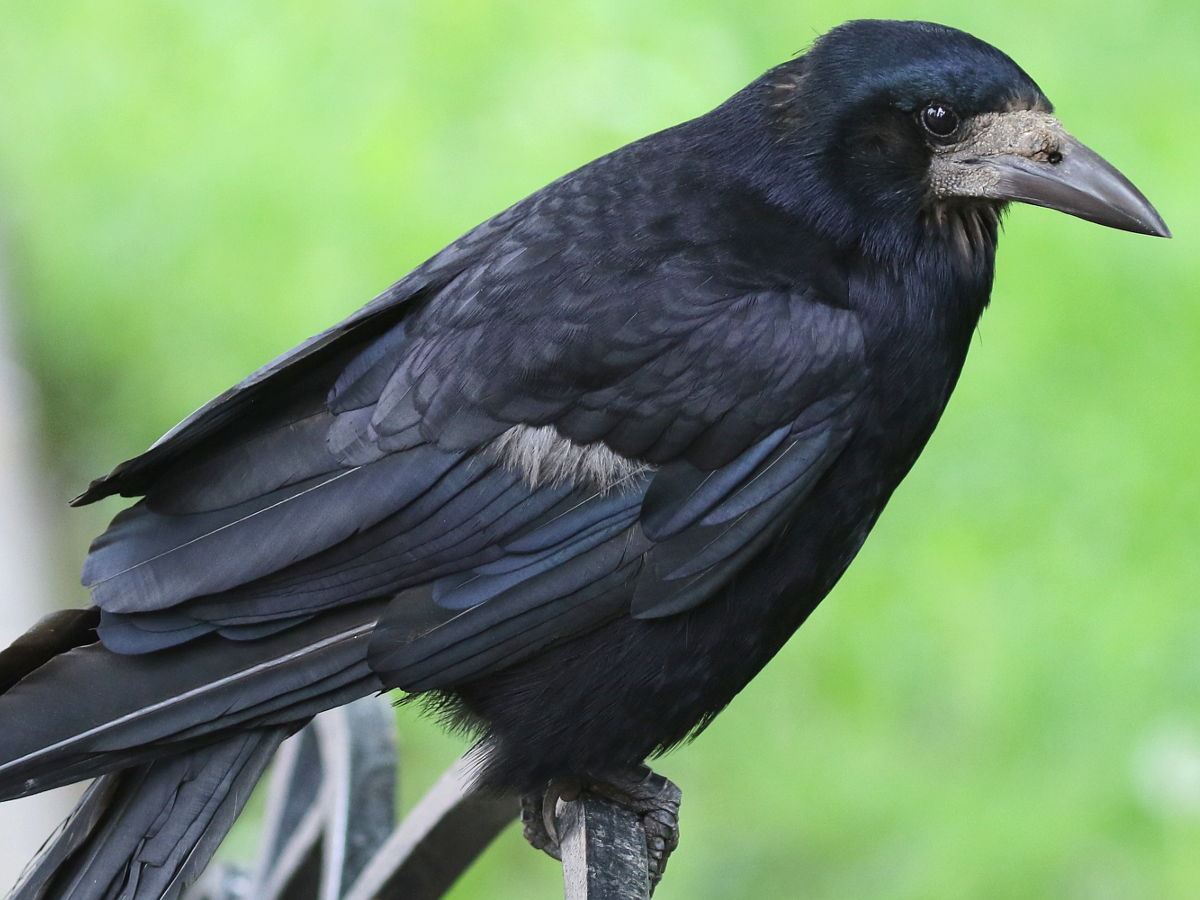
于烏格利奇, 俄罗斯

## 特征

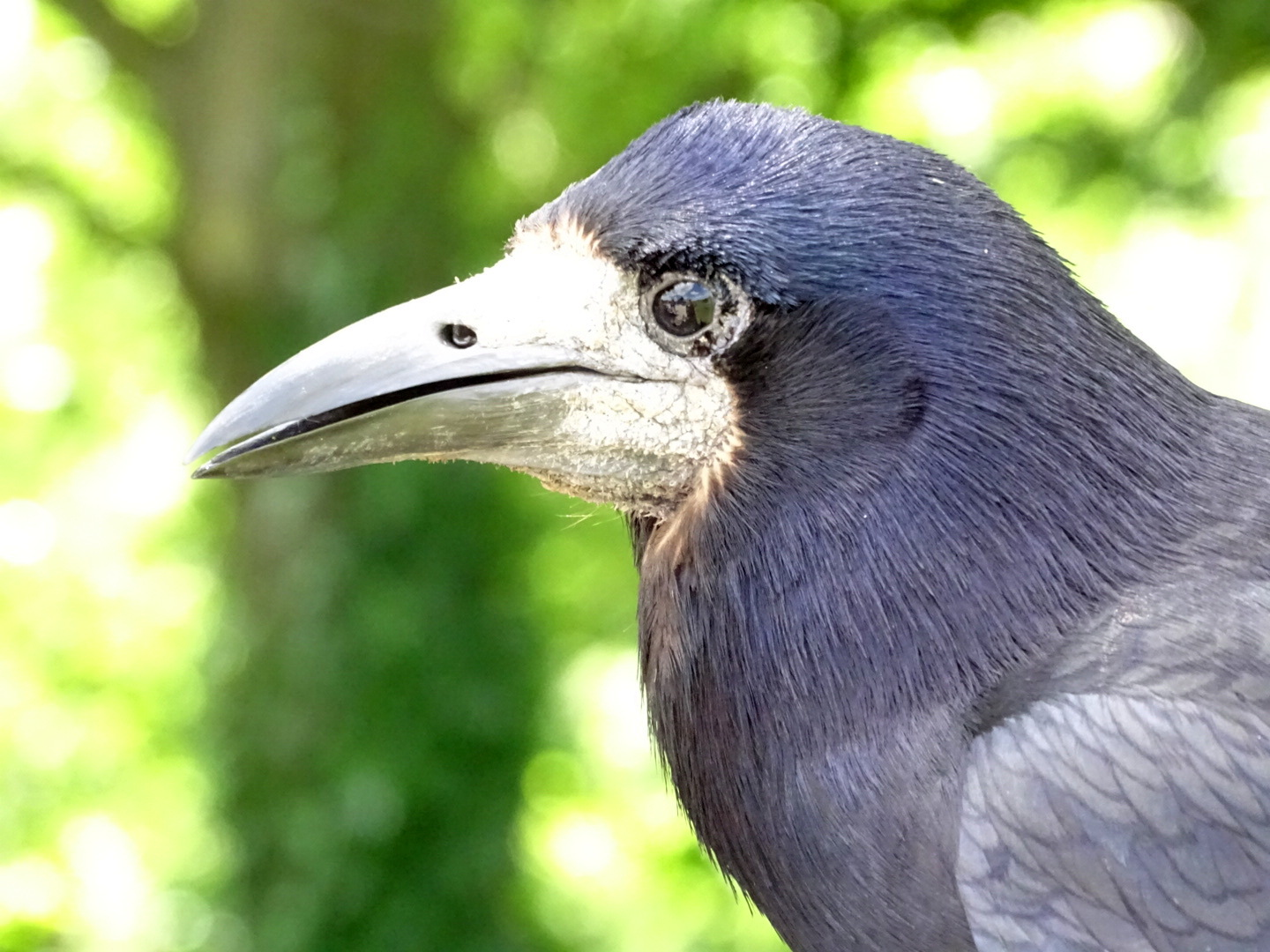
攝於 Marwell 動物園

在雀形目中，秃鼻乌鸦是体形最大的几个物种之一，成年的秃鼻乌鸦体长可达46厘米左右。秃鼻乌鸦雄雌同形同色，除了嘴基部外通体漆黑，无论是喙、虹膜还是双足均是饱满的黑色；但细看本的体羽并非漆黑一团，而是带有显著的蓝紫色金属光泽。

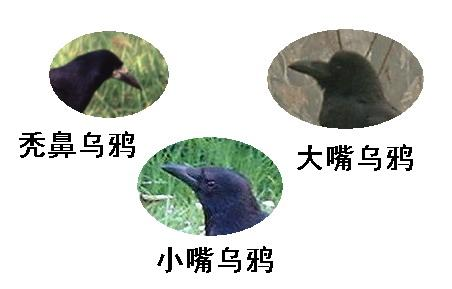
三种乌鸦头形喙形比较

与形态近似的同属鸟类大嘴乌鸦和小嘴乌鸦相比较，本物种嘴基部周围没有羽毛覆盖，露出了灰白色鳞状皮肤，在黑色体羽的映衬下非常显眼，这是本物种区别于同属近似种的最大特征。与其他乌鸦一样，本物种叫声为粗砾嘶哑的刮刮声，非常难听。

## 食物
秃鼻乌鸦是杂食性鸟类，食性很杂，垃圾、腐尸、昆虫、植物种子、甚至青蛙蟾蜍都出现在它们的食谱中，为了寻找食物他们经常会出没于城市郊区的垃圾掩埋场和城市街道的垃圾桶垃圾站等场所。

## 繁殖与保护

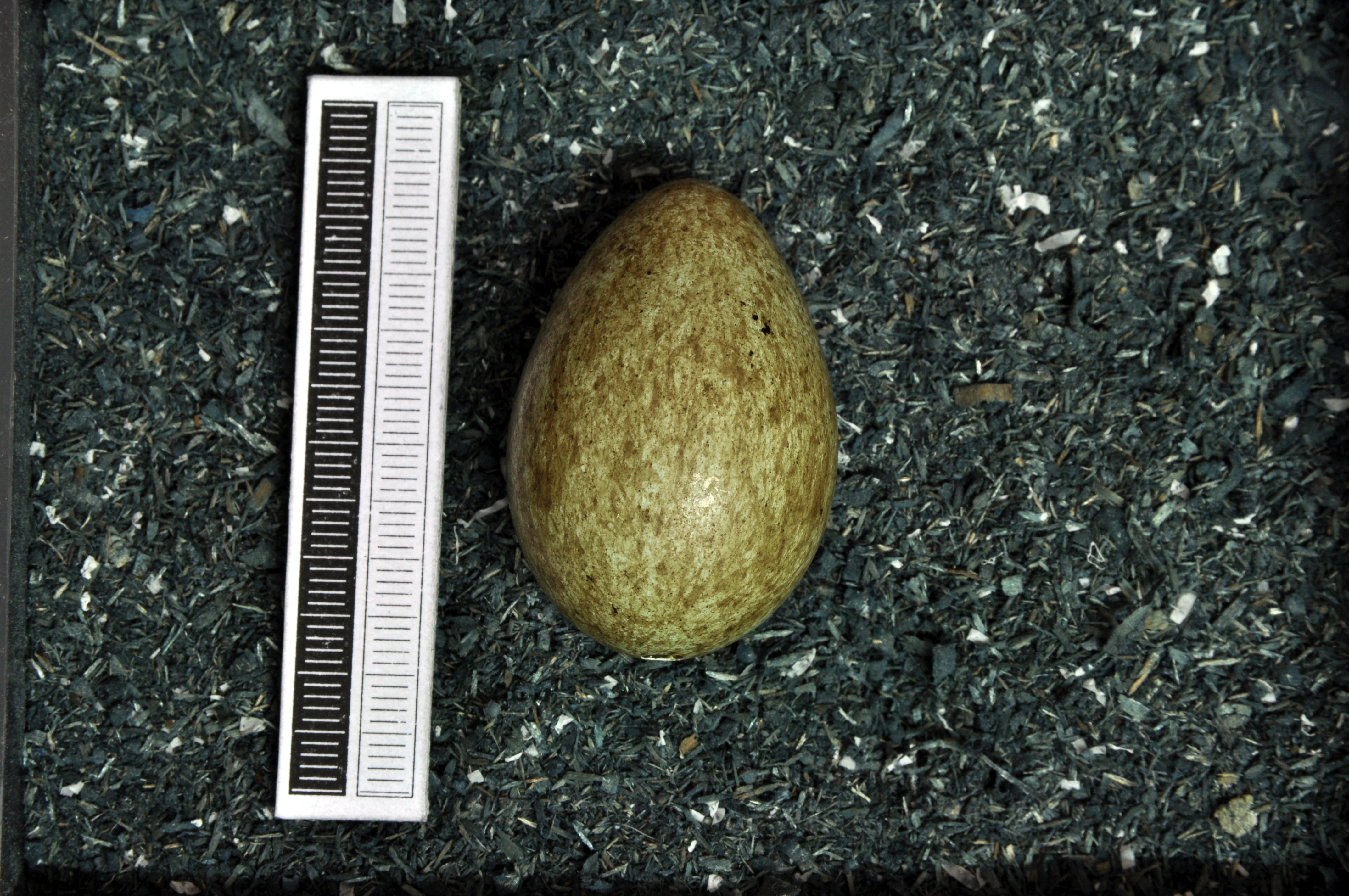
卵, 收藏於 威斯巴登博物館 德國

秃鼻乌鸦的繁殖开始于每年的3月－7月间，于树上营巢，巢以枯枝搭成，呈碗状，内衬羽毛、枯草等柔软材料，每巢产卵3－9枚，孵化期16－18天。
秃鼻乌鸦未被列入保护，但中医传统理论认为本物种去毛及内脏、肉鲜用或焙干研末，可以治疗肺结核咳嗽，头风、头晕目眩、小儿风痛等病证，从一定程度上鼓励了对本物种的捕杀。在某些城市由于城市环境问题，本物种数量爆增，并在城区高度集中，成为困扰很多城市的乌鸦问题。但值得注意的是，受到乌鸦问题困扰的北京市虽然大嘴乌鸦、小嘴乌鸦等同属其他鸟类泛滥成灾，但本物种却在最近几年内数量急剧下降，无论城乡均难觅本物种的踪影，究竟是什么原因导致了这一现象尚不得而知。